# Motorvägar i Italien

Trafikmärket för motorväg

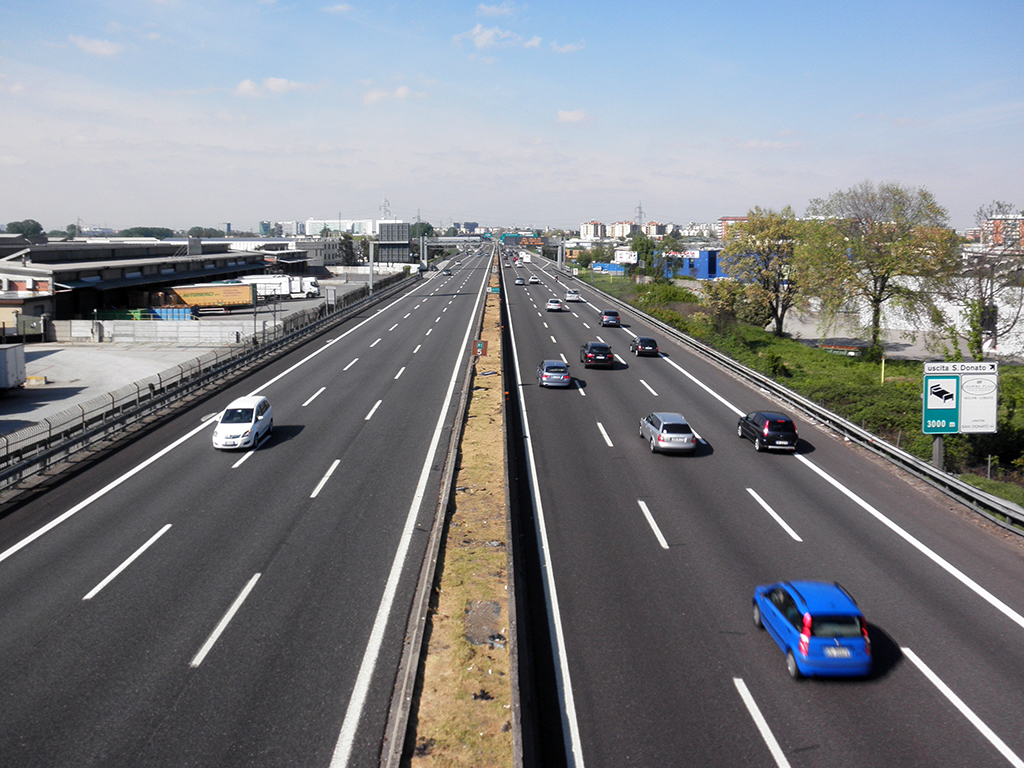
Motorvägen A1 vid Milano

Italiens motorvägar eller Autostrada som de heter på italienska, brukar nämnas som de första motorvägarna i världen. De första motorvägarna byggdes nämligen i Italien redan under 1920-talet och den första sträckan var mellan Milano och Varese som öppnades för trafik 1924. Projektet leddes av ingenjör Piero Puricelli. Idag har Italien ett av Europas bästa motorvägsnät. Alla motorvägar är avgiftsbelagda, undantaget vissa ringleder runt större städer samt kortare sträckor som ansluter till motorvägar i andra länder. Max tillåten hastighet är 130 km/h. 

## Historia
Mellan 1920 och 1940 byggdes 1300 km motorvägar som knöt samman de flesta av de större städerna i Italien.
Det italienska motorvägsnätet, La rete autostradale italiana, är det italienska nationella systemet för motorvägar. Den totala längden av systemet är ca 6.400 km och kontrolleras av de statligt ägda ANAS. 
Italien är det land som var först i världen med motorvägar som skulle användas rent praktiskt. Redan under 1920-talet byggdes det motorvägar som påminner om den standard som än idag klassas in som motorväg. Italien har också under mycket lång tid haft ett välutbyggt motorvägsnät som når ut till de flesta viktigare orter i landet. Motorvägsnätet är också utbyggt i stort sett i hela Italien. Även Sicilien har motorvägar men dessa är inte sammansatta med övriga Italien då det fortfarande saknas en fast förbindelse mellan Sicilien och fastlandet. En bro över Messinasundet har tidigare planerats men dessa har skjutits upp på obestämd framtid. Sardinien saknar motorvägar. Från Italien går det dessutom motorvägar ut till grannländerna i norr. Motorvägarna är normalt avgiftsbelagda i Italien.
Det finns dessutom fyrfiliga motortrafikleder i Italien, som är gratis, till exempel E45 Cesena - Rom och på Sardinien.

## Motorvägssträckor i Italien

Motorvägsnätet i Italien

| Nummer | Namn                                                             | Städer                                               |
| ------ | ---------------------------------------------------------------- | ---------------------------------------------------- |
| A1     | Autostrada del Sole                                              | (Milano - Neapel)                                    |
| A3     |                                                                  | (Neapel - Reggio Calabria)                           |
| A4     | Autostrada Serenissima                                           | (Torino - Trieste)                                   |
| A5     | Autostrada della Valle d'Aosta                                   | (Torino - Aosta - Monte Bianco)                      |
| A6     | La Verdemare                                                     | (Torino - Savona)                                    |
| A7     | Autostrada dei Giovi                                             | (Milano - Genua)                                     |
| A8     | Autostrada dei Laghi                                             | (Milano - Varese)                                    |
| A9     | Autostrada dei Laghi                                             | (Lainate - Como - Chiasso)                           |
| A10    | Autostrada dei Fiori                                             | (Genua - Ventimiglia)                                |
| A11    | Firenze-Mare                                                     | (Florens - Pisa Nord)                                |
| A12    | Autostrada Azzurra                                               | (Genua - Rosignano Marittimo / Civitavecchia - Roma) |
| A13    |                                                                  | (Padova - Bologna)                                   |
| A14    | Autostrada Adriatica                                             | (Bologna - Taranto)                                  |
| A15    | Autostrada della Cisa                                            | (Parma - La Spezia)                                  |
| A16    | Autostrada dei Due Mari                                          | (Neapel - Canosa)                                    |
| A18    | Autostrada del Zagara\|(Messina - Catania / Syrakusa - Rosolini) |                                                      |
| A19    |                                                                  | (Palermo - Catania)                                  |
| A20    |                                                                  | (Messina - Palermo)                                  |
| A21    | Autostrada dei Vini                                              | (Torino - Piacenza - Brescia)                        |
| A22    | Autostrada del Brennero                                          | (Brennero - Modena)                                  |
| A23    | Autostrada Alpe-Adria                                            | (Palmanova - Tarvisio)                               |
| A24    | Strada dei Parchi                                                | (Roma - L'Aquila - Teramo)                           |
| A25    | Strada dei Parchi                                                | (Torano (Borgorose) - Pescara)                       |
| A26    | Autostrada dei Trafori                                           | (Voltri - Gravellona Toce)                           |
| A27    | Autostrada di Alemagna                                           | (Mestre - Belluno)                                   |
| A28    |                                                                  | (Portogruaro - Pordenone - Conegliano)               |
| A29    | Autostrada del Sale                                              | (Palermo - Mazara del Vallo)                         |
| A30    |                                                                  | (Caserta - Salerno)                                  |
| A31    | Autostrada della Val d'Astico                                    | (Piovene Rocchette - Vicenza)                        |
| A32    | Autostrada del Frejus                                            | (Torino - Bardonecchia)                              |
| A33    | Autostrada delle Langhe                                          | (Asti - Cuneo)                                       |
| A50    | Tangenziale ovest di Milano                                      | (Ringled väster Milano)                              |
| A51    | Tangenziale est di Milano                                        | (Ringled öster Milano)                               |
| A52    | Tangenziale nord di Milano                                       | (Ringled norr Milano)                                |
| A53    | Raccordo Bereguardo-Pavia                                        | (A7 - A54)                                           |
| A54    | Tangenziale di Pavia                                             | (Ringled Pavia)                                      |
| A55    | Tangenziale di Torino                                            | (Ringled Turin)                                      |
| A56    | Tangenziale di Napoli                                            | (Ringled Neapel)                                     |
| A57    | Tangenziale di Mestre                                            | (Ringled Mestre-Venedig)                             |
| A90    | GRA eller Grande Raccordo Anulare                                | (Ringmotorväg runt Rom)                              |
| A91    |                                                                  | (Rom-Fiumicino flygplats)                            |